# Суздальское шоссе (Санкт-Петербург)
Су́здальское шоссе́ — магистраль в Выборгском и Приморском районах Санкт-Петербурга. Проходит от Выборгского шоссе до Дороги в Каменку, являясь продолжением Суздальского проспекта на запад. В составе Суздальского шоссе находятся два путепровода: Суздальский — над Выборгским шоссе и Шуваловский — над железнодорожной линией Санкт-Петербург — Выборг.
Магистраль сразу была спроектирована с учётом перспективных нагрузок, поэтому имеет шесть полос для движения автотранспорта, разделительную полосу между встречными потоками, пешеходные тротуары, а также уширения проезжей части для обустройства остановок общественного транспорта.

## История
Название утверждено постановлением правительства Санкт-Петербурга 27 июля 2012 года.
В конце 2011 года начато строительство путепроводов.
В связи с недостаточностью финансирования дорога была достроена только к середине ноября 2015 года, а торжественное открытие состоялось 25 декабря 2015 года.
19 ноября 2018 года путепроводам в составе Суздальского шоссе были присвоены названия Шуваловский и Суздальский.

## Застройка
- № 8 — жилой дом (2025[4])
- № 10 — жилой дом (2021[5])
- № 12 — жилой дом (2017[6])
- № 12, корпус 2, — жилой дом (2019[7])
- № 14 — «музей цветов» (2022[8])
- № 18, корпус 2, — жилой дом (2022[9])
- № 18, корпус 3, — жилой дом (2023[10])
- № 18, корпус 4, — жилой дом (2023[11])
- № 20, корпус 2, — паркинг (2022[12])
- № 20, корпус 4, — жилой дом (2022[9])
- № 22, корпус 1, — паркинг (2024[12])
- № 22, корпус 2, — жилой дом (2022[13])
- № 22, корпус 3, — жилой дом (2024[14])
- № 22, корпус 4, — жилой дом (2017[15])
- № 22, корпус 5, — паркинг (2022[12])
- № 24, корпус 1, — паркинг (2022[12])
- № 24, корпус 2, — жилой дом (2021[16])
- № 24, корпус 3, — жилой дом (2017[15])
- № 24, корпус 4, — детский сад (2020[17])
- № 26, корпус 1, — паркинг (2019[12])
- № 26, корпус 2, — жилой дом (2016[18])
- № 28, корпус 1, — паркинг (2016[12])
- № 28, корпус 2, — жилой дом (2016[18])
- № 28, корпус 3, — школа (2019[19])
- № 30, корпус 2, — жилой дом (2021[20])
- № 30, корпус 3, — детский сад (2021[21])

## Пересечения
Суздальское шоссе пересекается со следующими магистралями:
- Выборгское шоссе (развязка)
- Железнодорожная линия Санкт-Петербург — Выборг (путепровод)
- Орлово-Денисовский проспект
- Дорога в Каменку

## Транспорт
По Суздальскому шоссе проходит пять автобусных маршрутов и один троллейбусный, которые связывают северные районы города, а также г. Кронштадт:
- № 180 — ул. Жени Егоровой — Камышовая улица, 56
- № 180А — Суздальское шоссе — ул. Жени Егоровой
- № 207 — ул. Жени Егоровой — г. Кронштадт, Гражданская ул.
- № 219 — ст. Удельная — Шуваловский путепровод
- № 267 — ст. м. «Площадь Ленина» — Шуваловский путепровод
- № 21 — Светлановский проспект — Орлово-Денисовский проспект

## Ранее работавшие маршруты
- № 267м — ст. м. «Черная речка» — Шуваловский путепровод. Работал в период закрытия станции метро «Пионерская» в качестве подвозящего маршрута до метро.